# Schwarzbinden-Kardinalbarsch
Der Sonnen- oder Schwarzbinden-Kardinalbarsch (Ostorhinchus aureus, Syn.: Apogon aureus) 
ist ein kleiner, 10 bis 14,5 Zentimeter lang werdender Meeresfisch, der im Roten Meer und im tropischen Indopazifik von Ostafrika bis zu den Izu-Inseln südlich von Japan, Neuguinea, Australien und Neukaledonien vorkommt. 

## Merkmale
Er ist kupferfarben, die Oberseite ist heller. Ein schwarzes, blau eingerahmtes Band zieht sich von der Schnauzenspitze bis zu den Augen und knapp dahinter. Entlang des Oberkiefers zieht sich eine blaue Linie. Das Maul ist groß und oberständig. Die Schwanzflossenwurzel trägt ein breites, schwarzes Querband bzw. einen schwarzen Fleck.
Flossenformel: Dorsale VIII/9, Anale II/8

## Lebensweise
Der Schwarzbinden-Kardinalbarsch lebt in Spalten und Höhlen oder zwischen den Ästen von Steinkorallen (Acroporen) in Lagunen und geschützten Korallenriffen, in Tiefen von einem bis 40 Metern. Während der Sommermonate und im Herbst bildet der Sonnenkardinalbarsch gemeinsame Schwärme mit Ostorhinchus apogonoides. Im Frühling und im Winter trennen sich die beiden Arten. Wie alle Kardinalbarsche sind die Fische Maulbrüter. Sie ernähren sich von Zooplankton.